# Axel Modig
Axel Simeon Nathanael Modig (i riksdagen kallad Modig i Eskilstuna), född 2 maj 1859 i Stockholm, död 7 december 1927 i Ånsta, var en svensk järnvägstjänsteman och politiker (liberal).
Axel Modig var tjänsteman vid Frövi-Ludvika järnväg och TGOJ under åren 1875–1922. Han var också aktiv i missionsrörelsen och var ordförande för Eskilstuna missionsförsamling.
Han var riksdagsledamot i andra kammaren 1912–1914 och 1915–1917 för Södermanlands läns norra valkrets och i första kammaren 1919–1922, fram till 1921 för Södermanlands läns valkrets och sista året för Södermanlands och Västmanlands läns valkrets. I riksdagen var han bland annat suppleant i konstitutionsutskottet 1920–1922. Han engagerade sig bland annat för statsanställda kvinnors löner samt i nykterhets- och frikyrkofrågor.